# Axel Sparre (konstnär)
Carl Axel Ambjörn Sparre, född 16 september 1839 på Vinäs, Västra Eds socken, Kalmar län, död 23 oktober 1910 på Leonardsberg, Östra Eneby socken, Östergötlands län, var en svensk friherre, militär och målare.
Sparre var son till friherre Casimir Sparre och grevinnan Carolina Lewenhaupt samt gift 1870–1891 med Emma Munktell och far till Märta Améen. Han var vidare morbror till Erland Nordenfalk. Sparre blev kadett vid Karlberg 1856 och utnämndes till underlöjtnant 1861, löjtnant 1867 och slutligen kapten 1875; han erhöll avsked från armén 1878. Vid sidan av sin militära karriär var han verksam som konstnär och studerade konst vid Konstakademien i Stockholm 1866 och för Ferdinand Fagerlin i Düsseldorf 1867. Sparre återvände för vidare studier i Düsseldorf 1876–1878 och passade på att utsträcka resan till Paris där han var elev vid de namnkunniga ateljéerna Julian och Courtois. Han medverkade i Konstakademiens utställningar 1868 och 1887 samt i de Nordiska konstutställningarna i Göteborg 1881 och Köpenhamn 1888. Hans konst består av genremålningar, historieplanscher och porträtt. Sparre är representerad vid bland annat Göteborgs konstmuseum.